# 劉度
參數所指定的目標頁面不存在，建議更正成存在頁面或直接建立下列一個頁面（建立前請先搜尋是否有合適的存在頁面可以取代）：
- 刘度 (西汉)

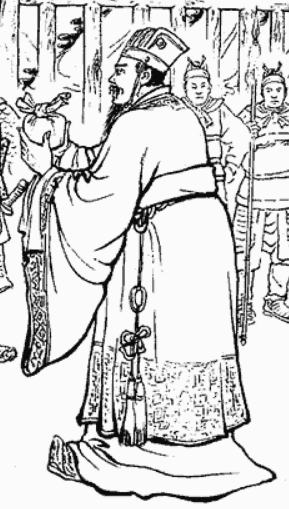
连环画《三国演义》（1957年版）中的刘度画像

劉度（？—？），中國東漢末年零陵太守。劉備南征時，劉度與其他郡一起望風而降。

## 生平
建安十三年（208年），孫劉聯軍擊敗曹操，劉備表劉琦為荊州刺史，又南征荊州四郡，武陵太守金旋、長沙太守韓玄、桂陽太守趙範、零陵太守劉度皆望風而降。
建安十六年（211年），劉備任命義陽人郝普為零陵太守，劉度結局不詳。

## 相關文藝作品

### 《三國演義》
第五十二回《諸葛亮智辭魯肅，趙子龍計取桂陽》中登場，主要情節是其子劉賢與上將刑道榮為主，對劉度沒有太多描寫，小說中劉度的結局：
"劉賢回零陵見父劉度，備述孔明之德，勸父投降。度從之，遂於城上豎起降旗，大開城門，齎捧印綬出城，竟投玄德大寨納降。孔明教劉度仍為郡守，其子劉賢赴荊州隨軍辦事。零陵一郡居民，盡皆喜悅。"

### 《三國志平話》
於《三國志平話》中，沒有零陵太守劉度的記載，張飛的對手為桂陽太守蔣雄，才兼文武。蔣雄用伏兵計被張飛識破，反被張飛預設的伏兵擊潰，最終被張飛刺於馬下。
其餘的郡守對照：
- 趙范，長沙太守。除了郡守身份由桂陽改成長沙，事跡與演義略同。

- 韓國忠，武陵太守。與張飛交戰不分勝負，後魏延被龐統夜請說服，陣中倒戈斬了韓國忠。

- 金族，金陵太守。金族率軍追趕詐敗的諸葛亮，諸葛亮倒軍以弩箭射殺。黃忠為金族報仇，單騎力戰關羽、張飛、魏延三將，諸葛亮向黃忠勸降，黃忠最終將金族安葬。

### 影視作品
| 年份   | 劇名           | 演員   | 剧中姓名 | 註解 |
| 2010年 | 電視劇《三國》 | 王世責 | 劉度     |      |

## 相關人物
- 劉賢：小說《三國演義》人物，劉度之子。出現在《三國演義·第五十二回》中，用伏兵計被諸葛亮識破，逃走時被張飛活捉。
- 邢道榮：小說《三國演義》人物，被劉賢形容為"本州上將"，使一柄開山大斧，能力敵萬人。對陣時力戰張飛和趙雲二將，不敵被擒。被諸葛亮放還捉拿劉賢，邢道榮回去後與劉賢合謀，將計就計設下伏兵，被諸葛亮識破，亂軍中被趙雲一槍刺死。
- 劉巴，零陵郡署戶曹史主記主簿，拒絕劉表徵召他，劉表雖曾動殺心，最終也沒加害他。劉表死後，劉備南奔，荊楚宿士都從之如雲，零陵的蔣琬、劉敏、劉邕等都歸劉備，只有劉巴赴北，被曹操安排南下招納長沙、零陵、及桂陽三郡，可是劉巴到達時，三郡已經被劉備取下，於是他改名張巴，跑去交趾投靠士燮。